# 4296 ван Ворком
4296 ван Ворком (4296 van Woerkom) — астероїд головного поясу, відкритий 28 вересня 1935 року.
Тіссеранів параметр щодо Юпітера — 3,603.